# 작약 성운
작약 성운(Peony Nebula)은 궁수자리에 있는 발광 성운이다. 이 성운 안에서 태양 320만 개에 달하는 빛을 발산하는 별인 WR 102ka를 발견하였다.